# Дионисий Кандиларов
Дионисий (Дионис) Кандиларов е български просветен деец и революционер, деец на Вътрешната македоно-одринска революционна организация.

## Биография
Кандиларов е роден в 1876 година в град Кукуш, тогава в Османската империя, днес Килкис, Гърция. В 1896 година завършва с осмия, последен випуск педагогическите курсове на Солунската българска мъжка гимназия. В 1907 година завършва право в Лозана. Работи като учител в Скопие, Одрин, Солун и други места. Занимава се и с революционна дейност. Като учител в Скопското основно българско училище е председател на окръжния революционен комитет от 1897 до 1899 година.
Работи като учител в Скопие. След Младотурската революция в 1908 година става деец на Съюза на българските конституционни клубове и е избран за делегат на неговия Учредителен конгрес от Скопие. На втория конгрес на организацията е избран за член на Централното бюро. В 1911 - 1912 и в 1912 - 1913 година преподава в Солунската българска девическа гимназия.
През Първата световна война е окръжен управител.
Участва като делегат от Кукушкото благотворително братство в обединителния конгрес на Македонската федеративна организация и Съюза на македонските емигрантски организации от януари 1923 година.
Умира в София.